# 俞秀松

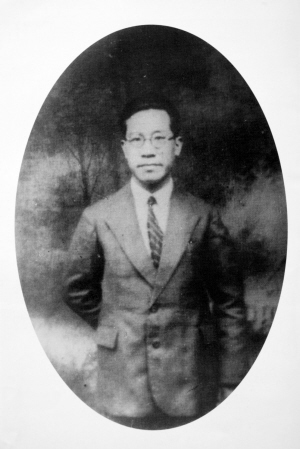
俞秀松

俞秀松（1899年8月1日—1939年2月21日），又名寿松，字伯青（一作柏青），号长山道人，化名俞寅初、王寿成、纳利马诺夫等，男，浙江诸暨人，中國共產黨早期领导人，1939年被枪决于莫斯科。

## 生平
俞秀松是浙江诸暨大桥乡溪棣村人。1916年入读浙江省立第一师范学校。五四运动时期，为杭州学生运动骨干分子。1920年初加入北京工读互助团，在北京大学哲学系旁听，后赴上海，参加激进刊物《星期评论》社编辑工作，与陈独秀等发起成立上海共产主义小组，8月受陈独秀委托，组织中国社会主义青年团，任第一任书记。
1922年10月参加孙中山领导的护法运动，任东路讨贼军总司令部参谋处一等书记官。1924年国共合作后，任国民党浙江省临时党部委员。1925年10月到莫斯科东方大学和莫斯科中山大学学习、执教，一度任中共旅莫斯科支部委员，被王明诬为“江浙同乡会”、“反党小集团”头子。1933年去苏联远东地区任《工人之路报》副总编。
1935年夏到新疆，任新疆反帝会秘书长、新疆学院院长等职。1936年7月和盛世才妹妹盛世同（後改名安志洁）结婚，斯大林送了一箱衣服作为贺礼。王明和康生向盛世才、斯大林称他是“托派”，1937年2月，盛世才将其逮捕，翌年5月押送苏联。1939年2月21日在大清洗中被苏联最高军事法庭宣判死刑，并于同日在莫斯科执行枪决。

## 身后
1962年，被追认为革命烈士，上海市民政局签发了烈士光荣证书。1996年8月29日，俄罗斯联邦军事检察院正式作出决定为俞秀松恢复名誉、平反。

## 家庭
- 妻子，安志洁，原名盛世同，盛世才之妹。
- 继子，俞敏。